# 嫡系部隊
嫡系部隊是一種在非軍隊國家化時出現的用詞。因為裝備和軍費的不足，以及對於不受直接控制部隊的不信任，掌握大權的軍頭會優先將最多的資源武裝他的私軍，而他的直屬部隊就被稱作嫡系部隊。不可否認的，嫡系部隊的出現跟內戰有很大的關係。非嫡系的所屬部隊，常被稱為庶流，不容易被信任，容易被充當砲灰。嫡系部隊往往是權衡和私心下的過渡解決方法。